# Quilombo

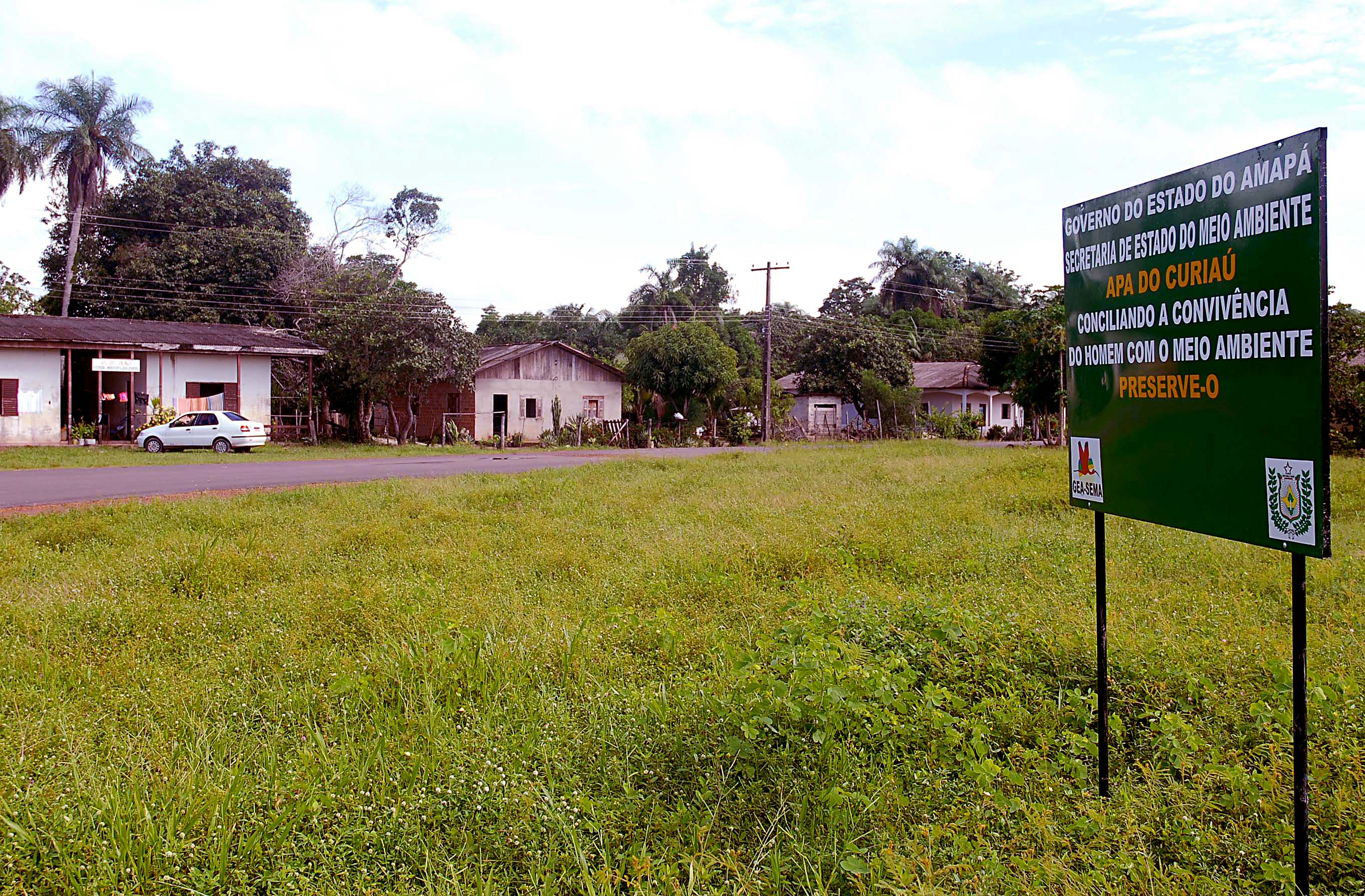
Dawne quilombo Curiaú w stanie Amapá

Quilombo – osada zakładana przez zbiegłych niewolników pochodzenia afrykańskiego (maronów) na terenie Brazylii, w czasach kolonialnych.
Ulokowane były w trudno dostępnych miejscach, w głębi lądu, zwykle zamieszkane przez niewielką społeczność, liczącą kilkadziesiąt osób. Utrzymywały się głównie z rolnictwa i rozbójnictwa. Największa z nich, Quilombo dos Palmares, rozrosła się do 20 000 mieszkańców w 1690 roku.
Szacuje się, że w XVII i XVIII wieku na terenie całego kraju istniało ponad 5000 tego typu społeczności. Ponad 3500 przetrwało do dziś. Do uchwalenia konstytucji z 1988 roku, w której uznano prawa własności ziemskiej tych społeczności, miały one charakter nieformalny.
Nazwa quilombo wywodzi się z języka kimbundu, używanego w Angoli, w którym słowo kilombo oznacza obóz wojskowy bądź schronisko dla podróżnych.